# Eustrotia reniformis
Eustrotia reniformis là một loài bướm đêm trong họ Noctuidae.